# Vibeke Stene
Vibeke Stene (rođena 17. kolovoza 1978.) je norveška pjevačica i bivša vokalistica gothic metal-sastava Tristania. 
Pridružila se grupi nedavno nakon što su počeli snimati svoj prvi demo. Trebala je biti privremeni vokal, ali ubrzo su je pozvali da se trajno pridruži Tristaniji. Vibeke je vrlo poznata fanovima gothic metala diljem Europe, ali i svijeta, uglavnom zato što njen mezzosoprano vokal ima znatnu kvalitetu. 27. veljače 2007. godine, napustila je Tristaniju zbog osobnih razloga. Jednom je izjavila kako je to bilo kako bi ostvarila svoj dugogodišnji san, da podučava pjevanje.

## Diskografija
S Tristanijom, kao glavnim ženskim vokalom, izdala je pet studijskih albuma:
- Widow's Weeds (1997.)
- Angina/Midwinters Tears (1998.)
- Beyond the Veil (1998.)
- World of Glass (2000.)
- Ashes (2005.)
- Illumination (2007.)

Također, radila je i s grupom Green Carnation na njihovom albumu Journey to the End of the Night (1999).
U slobodno vrijeme voli štrikati, čitati i provoditi vrijeme sa svojim prijateljima i obitelji. 
Povučena je osoba, ali vrlo prijateljska, kako kažu novinari koji su ju intervjuirali. 
Pohađala je satove klasičnog pjevanja od svoje 13. godine. Svoje buduće članove Tristanije susrela je tijekom svoje prve godine u srednjoj školi.

## Vanjske poveznice
- vibekestene.com  Arhivirana inačica izvorne stranice od 3. ožujka 2007. (Wayback Machine)